# اريك كوك
اريك كوك (بالإنجليزية: Eric Cook)‏ هو سياسي كندي، ولد في 26 يوليو 1909 بسانت جونز في كندا، وتوفي في 23 أغسطس 1986. حزبياً، نشط في الحزب الليبرالي الكندي. وقد انتخب عضو مجلس الشيوخ الكندي.